# Har Ha'Aẖim
Har Ha'Aẖim (hebreiska: Har Ha’Aẖim, הר האחים) är ett berg i Israel.   Det ligger i distriktet Norra distriktet, i den norra delen av landet. Toppen på Har Ha'Aẖim är 507 meter över havet, eller 64 meter över den omgivande terrängen. Bredden vid basen är 1,4 km.
Terrängen runt Har Ha'Aẖim är huvudsakligen kuperad, men åt sydväst är den platt.Runt Har Ha'Aẖim är det ganska tätbefolkat, med 80 invånare per kvadratkilometer. Närmaste större samhälle är Nasaret, 15,4 km söder om Har Ha'Aẖim. Trakten runt Har Ha'Aẖim består till största delen av jordbruksmark.